# جريوت

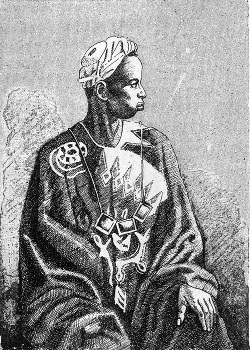
جريوت الولوف السنغالي، 1890

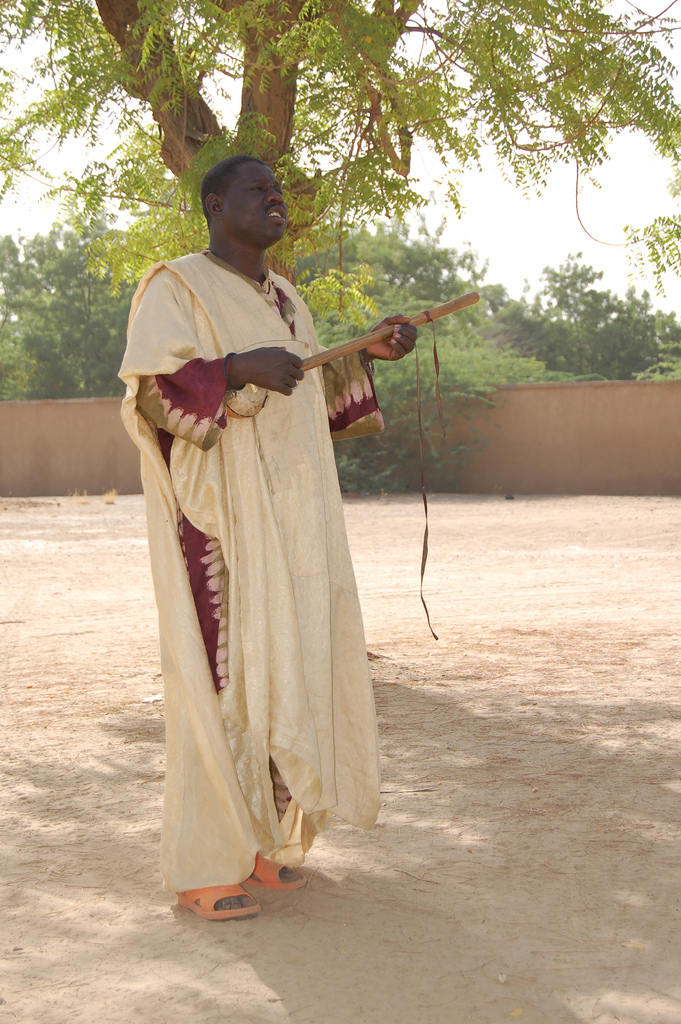
يؤدي عازف الجريوت الهوسي عرضًا في ديفا، في النيجر ، وهو يعزف على قمصة.

الجريوت هو مؤرخ، وراوي قصص، ومغني مديح، وشاعر، وموسيقي في غرب إفريقيا.
بدلًا من كتابة كتب التاريخ، يروي المؤرخون الشفويون [الإنجليزية] قصصًا من الماضي حفظوها. في بعض الأحيان توجد عائلات من المؤرخين، وتُنقل القصص الشفوية من جيل إلى جيل. إن سرد قصة بصوت عالٍ يسمح للمتحدث باستخدام الاتفاقيات الشعرية والموسيقية التي تعمل على ترفيه الجمهور. وقد ساهم هذا في بقاء العديد من القصص الشفهية على قيد الحياة لمئات السنين دون أن يتم تدوينها.
الجريوت هو مستودع للتقاليد الشفوية وغالبًا ما يُنظر إليه على أنه قائد بسبب منصبه كمستشار لأعضاء العائلة المالكة. ونتيجة للوظيفة الأولى من هاتين الوظيفتين، يطلق عليهم أحيانًا اسم البرديين. كما أنهم يعملون كوسطاء في النزاعات.

## قراءة إضافية
- Brown, Diana (مارس 2003). "Griots at War: Conflict, Conciliation, and Caste in Mande". American Anthropologist. ج. 105 ع. 1: 192–193. DOI:10.1525/aa.2003.105.1.192. مؤرشف من الأصل في 2023-05-11.
- Charry, Eric S. (2000). Mande Music: Traditional and Modern Music of the Maninka and Mandinka of Western Africa. Chicago Studies in Ethnomusicology; includes audio CD. Chicago: University of Chicago Press.
- Hale, Thomas A. (1998). Griots and Griottes: Masters of Words and Music. Bloomington, Indiana: Indiana University Press.
- Hoffman, Barbara G. (2001). Griots at War: Conflict, Conciliation and Caste in Mande. Bloomington, Indiana: Indiana University Press.
- Leymarie، Isabelle (1999). Les griots wolofs du Sénégal. Paris: Maisonneuve et Larose. ISBN:2706813571.
- Suso, Foday Musa, Philip Glass, Pharoah Sanders, Matthew Kopka, Iris Brooks (1996). Jali Kunda: Griots of West Africa and Beyond. Ellipsis Arts.
- Menuhin, Yehudi; Davis, Curtis W. "Novas vozes para o homem". A música do homem (بالبرتغالية). São Paulo: Editora Martins Fontes/Fundo Educativo Brasileiro. pp. 105–106.

## روابط خارجية
- صور جريوت أفريقية، كاثرين لافندر، 2000
- بالا تونكارا "جريوت" كاثرين أ. سالمونز، 2004
- مانينكا وماندينكا جالي/جيلي
- الحرفة القديمة في الجليا
- كيتا: تراث الجريوت (ملاحظات الفيلم)
- نسخة محفوظة 8 January 2019 على موقع واي باك مشين. الجريوت فيلم وثائقي من إخراج فولكر جوتزه
- The Grio News ( The Grio هي أخبار أمريكية أفريقية من NBC )
- الجيليا (فن الجيلي، أو كونه غريوت)